# Sisyphus (Band)
Sisyphus ist ein Musikprojekt, das 2012 von drei US-amerikanischen Musikern gestartet wurde.

## Werdegang
Der Rapper Serengeti, Multi-Instrumentalist Son Lux und Singer-Songwriter Sufjan Stevens waren jeweils schon einige Jahre als Solokünstler aktiv, als sie sich 2012 zu einem gemeinsamen Musikprojekt namens s/s/s zusammenschlossen. Das Ergebnis dieser Kollaboration war die im gleichen Jahr erschienene EP Beak & Claw.
Im darauffolgenden Jahr wurde der Projektname geändert, bevor die neue Single Calm it Down herausgebracht wurde: Sufjan Stevens äußerte in einem Interview als Grund für diesen Schritt, dass die bisherige Bezeichnung s/s/s zu sehr an die „Nazi-Schutzstaffel“ erinnere. Der Name Sisyphus enthält die gewünschten drei S-Buchstaben, außerdem verbänden sie mit der mythologischen Gestalt den eigenen anti-heldenhaften und aussichtslosen Kampf, aber zusammen würden sie den Stein schon nach oben rollen („we are pushing that stone together“). Das gleichnamige Album, das eine Mischung aus elektronischer Musik, Hip-Hop und Rhythm and Blues enthält, erschien im März 2014 bei Asthmatic Kitty, dem unter anderen von Sufjan Stevens gegründeten Independent-Label.

## Diskografie
Alben
- Beak & Claw (EP, 2012)
- Sisyphos (2014)

## Belege
1. ↑  US-Charthistorie
2. ↑  Sufjan Stevens, Son Lux And Serengeti Release First Song From Upcoming EP, 6. März 2012, abgerufen am 27. Mai 2014 (englisch)
3. ↑  Sufjan Stevens, Son Lux, and Serengeti Announce LP as Sisyphus. 19. Dezember 2013, abgerufen am 27. Mai 2014 (englisch)